# Garolou
Garolou est un groupe de rock folklorique canadien formé en 1975 à partir de musiciens franco-ontariens et québécois. À l'origine, le groupe s'était appelé Lougarou, mais à la suite d'une contestation légale d'une troupe folklorique en 1977, le groupe a dû changer de nom. Jusqu'en 1982, Garolou interprète des pièces du répertoire traditionnel français et canadien-français avec des arrangements rock utilisant des instruments électriques et des synthétiseurs.
En 1993, le groupe effectue un retour sur scène et, cinq ans plus tard, enregistre un nouvel album, intitulé Mémoire vive, qui paraît l'année suivante et témoigne d'un retour aux sources folkloriques pour le groupe. Pour Radio-Canada, « Garolou, c'est la Bottine Souriante qui rencontre Jethro Tull. »
L'ingénieur du son Ed Stasium (Ramones, Mick Jagger, The Smithereens) est à l'origine de l'enregistrement et du mixage de quatre albums du groupe Garolou (Lougarou, Garolou, Romancero et Centre-Ville). Ed Stasium a également collaboré avec plusieurs autres groupes et artistes dont le groupe franco-ontarien CANO pour l'album Au Nord de notre vie et le groupe canadien Morse Code pour l'album Codebreaker.

## Biographie

### Débuts et premier album (1975-1977)
Au milieu des années 1970, à l'heure où le Québec concrétise des grands projets comme la construction d'installations olympiques pour Montréal ou la construction de barrages hydroélectriques à la Baie-James, la création artistique s'émancipe dans un espace fraîchement défriché par la révolution tranquille. Le nationalisme québécois florissant génère un élan populaire de valorisation du patrimoine. Au printemps de 1974, les frères franco-ontariens Marc et Michel Lalonde, tous deux d'anciens instituteurs, se retrouvent au sein d'une troupe de théâtre à l'Île-du-Prince-Édouard. Le soir même de leurs retrouvailles, tous deux assument au pied levé l'animation musicale d'une fête populaire. Ils y obtiennent un succès inattendu dû, entre autres, au naturel de leurs harmonies vocales. Le guitariste Émile Lefebvre se joint au duo, suivi du claviériste Steven Naylor.
En septembre 1975, les musiciens concrétisent le projet d'un groupe rock revisitant les chansons d'un autre âge. Michel (Stan) Deguire, un batteur montréalais de passage à l'Île-du-Prince-Édouard, renoue avec les Lalonde. S'ajoute le guitariste Georges Antoniak et, au bout de quelques semaines de répétitions, le groupe sort un démo. Dans le but d'approcher l'industrie musicale québécoise, les membres déménagent dans les Laurentides. Ils occupent deux chalets au bord du lac Connelly, à Saint-Hippolyte, et « montent des tounes » pendant l'hiver. Mis au courant qu'un studio était situé dans les parages, Michel fouille au hasard le bottin téléphonique pour découvrir un studio à Morin-Heights.
Sans délai, l'ingénieur Ed Statium est chargé de conduire le projet avec les heures perdues du studio. Enregistré au printemps de 1976 et mixé par Nick Blagona (King Crimson), l'album Lougarou suscite un engouement immédiat des radios. Ils diffuseront les extraits À la claire fontaine, Dis-moi Charles et Ah toi, belle hirondelle qui établiront le nom du groupe. Dès lors, le groupe, qui s'était constitué pour un projet, se voit offrir une continuité par London Records.

### Changement de nom (1977)
Après cette période, plusieurs événements ébranleront la formation, dont un interdit d'utilisation du nom Lougarou,. La cause est irrévocable et contraint le groupe à de tumultueuses discussions, au terme desquelles le nom Garolou est choisi. Par la suite, George Antoniak et Steven Naylor annoncent leur départ pour l'Île-du-Prince-Édouard. Réginald Guay prend alors la relève aux claviers en même temps que Gilles Beaudoin à la guitare électrique, au moment où le groupe amorce la préparation de son deuxième album.

### Garolou(1978-1983)
Après deux mois de répétitions dans un chalet de Lac-Guindon et un mois de production au studio de Morin Heights, Garolou livre, en 1978, un deuxième album intitulé Garolou, qui suscite l'engouement critique. Les titres comme La complainte du Maréchal Biron, Victoria et Germaine connaissent un grand succès et Garolou gagne un prix Félix au tout premier gala de l'ADISQ.
S'ensuit une série de spectacles à travers le Québec, l'Ontario, le Canada, les États-Unis, l'Europe et le Moyen-Orient. Au terme de cette tournée, Gilles Beaudoin tire sa révérence et Gaston Gagnon prend le relais. Garolou s'installe dans un studio du Vieux-Québec pour enregistrer son troisième disque intitulé Romancero, dont ressortent les pièces La danse de la limonade, une chanson de source louisianaise, Sur le bout du pont et Dans Paris. Cette dernière se classe dans le top 50 de CKOI 96,9. Lancé en 1980, l'album vaut à Garolou un deuxième prix Félix au gala de l'ADISQ. À la suite de la sortie de l'album Romancero en 1980, le groupe est réclamé pour une tournée américaine de 19 dates dans neuf États (plus Washington). Le groupe se produit, entre autres, au légendaire Carnegie Hall de New York ainsi qu'au Arie Crown Theatre de Chicago.
Quatrième et dernier album de cette série, Centre-ville est produit par Kébec-Disque. Passant outre à la tradition folklorique pour révéler les compositions des membres du groupe, l'album fait l'objet d'un long et méticuleux processus de production, mais les ventes sont beaucoup plus faibles que pour les albums précédents, ce qui entraîne la dissolution temporaire du groupe après une tournée d'adieu en 1983.
Entre-temps, une compilation intitulée Profil parait en 1981, regroupant les meilleures pièces de leurs trois premiers albums. Cette même année, ils participent une méga-tournée présentée par le populaire magazine Québec-Rock réunissant, pour la première fois, les groupes Garolou et Offenbach ainsi que Zachary Richard et Joe Cocker (lors des concerts à Sherbrooke, Québec et Montréal).

### Retour (1993-1998)
En 1993, le groupe effectue un retour sur scène. À l'été 1998, après une tournée estivale, le groupe se réunit pour commencer un nouveau projet et mettre en œuvre le prochain album de Garolou. Après avoir enregistré une démo, le groupe consacra les mois de juillet et d'août suivant à la confection de Mémoire vive, cinquième album en studio. Le disque est composé de pièces du folklore de diverses parties du Canada et sort le 18 octobre 1999. 
En 2005, la chanson La Complainte du maréchal Biron apparaît dans la compilation Pure Laine.

## Membres

### Derniers membres
- Michel Lalonde - guitare, chant
- Gaston Gagnon - guitare, chœurs
- Marc Lalonde - basse, chœurs
- Réginald Guay - claviers, chœurs
- Michel (Stan) Deguire - batterie, percussions

### Anciens membres
- Georges Antoniak - guitare, voix (album Lougarou)
- Steven Naylor - claviers, voix (album Lougarou)
- Gilles Beaudoin - guitare, voix (album Garolou)

### Musiciens additionnels
- Robert (Bobby) Lalonde (en) - violon (albums Garolou et Romancero)
- Reynald Wiseman - saxophone (albums Romancero et Centre-Ville)
- Bruno Dumont - saxophone

## Discographie
Toutes les pièces sont du répertoire traditionnel sauf indications contraires.

### Autres compilations
- 1981 : Les Félix / Gagnants 1980 (artistes variés)
- 1998 : La Nuit sur l'étang 1973-1998 (artistes variés)
- 2005 : Pure Laine (artistes variés)

### Singles
- 1977 : La Vendée / Un bon matin (London, LF-1081)
- 1977 : Ah, toi belle hirondelle! / Dis-moi Charles (London, LF-1085)
- 1978 : Victoria / Alouette (London, LF-1096)
- 1978 : La Retraite de Bonaparte / Je me suis habillé en plumes (London, LFX-1099)
- 1979 : La Complainte du maréchal Biron / Aux Illinois (London, LFX-1100)
- 1980 : La Danse de la limonade / Dr. Mason (London, LFX-1105)
- 1980 : Dans Paris / Quand j’étais garçon (London, LFS-9032)
- 1982 : Seul au centre-ville / Je savais pas (Kébec-Disc, KD-9131 DJ)
- 1982 : Tu ouvres la porte / Parle-moi (Kébec-Disc, KD-9146 DJ)[9]

## Tournées notables
- Tournée américaine de l'automne 1980
- Mini-tournée québécoise Garolou / Maneige de 1980
- Tournée Québec Rock de 1981
- Tournée 1983
- Tournée québécoise de l'été 1993
- Tournée Aller-Retour de l'été
- Tournée Mémoire Vive de 2000

## Nominations et récompenses
- 1978 : Disque d'or pour l'album Garolou
- 1979 : Gagnant d'un Prix Félix à l'ADISQ pour l'album Garolou dans la catégorie « folklore et traditionnel »
- 1979 : Nomination à l'ADISQ dans la catégorie « groupe de l'année »
- 1980 : Gagnant d'un Prix Félix à l'ADISQ pour l'album Romancero dans la catégorie « folklore et traditionnel »
- 1980 : Nomination à l'ADISQ pour l'album Romancero dans la catégorie « pochette de l'année »[13]
- 1980 : Nomination à l'ADISQ dans la catégorie « groupe de l'année »[8]
- 1982 : Nomination à l'ADISQ pour l'album Centre-ville dans la catégorie « rock »[14]
- 1998 : Nomination à l'ADISQ pour l'album Réunion dans la catégorie « folk »[15]
- 2000 : Nomination à l'ADISQ pour l'album Mémoire vive dans la catégorie « traditionnel »[16]